# Kolej podmiejska Bratysława – Wiedeń

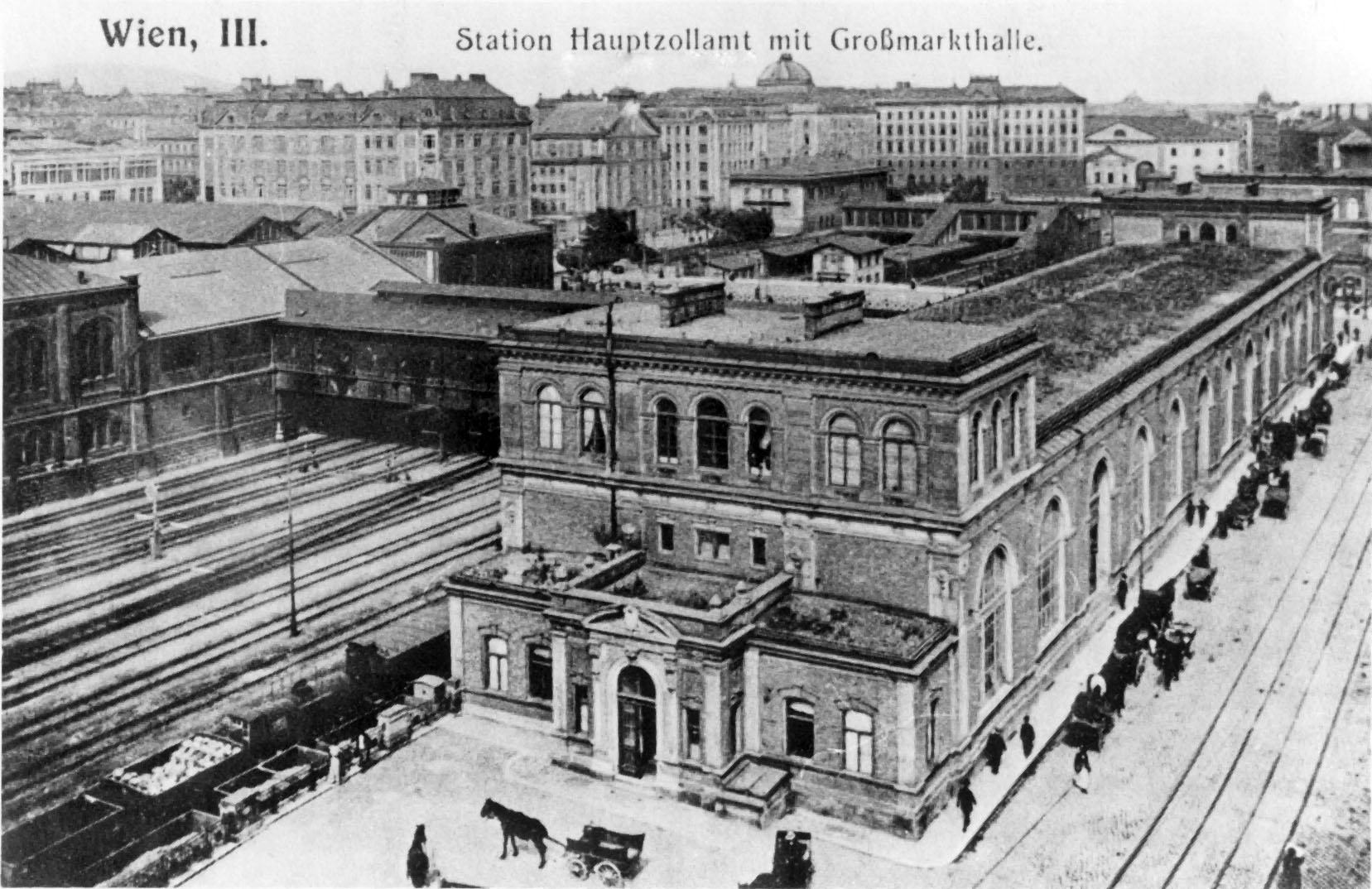
Stacja Wien Hauptzollamt w 1905

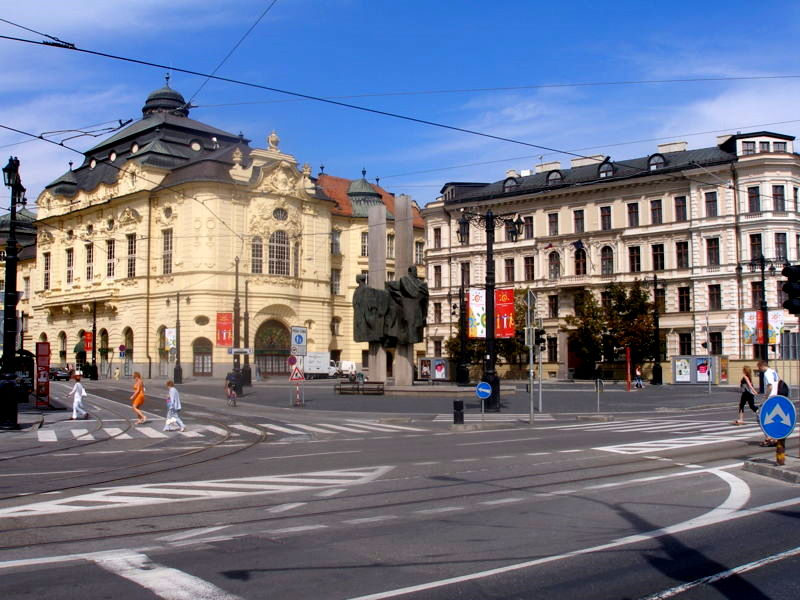
Koronázási domb-tér (obecnie námestie Ľudovíta Štúra w Bratysławie) – w tym miejscu znajdował się jeden z przystanków

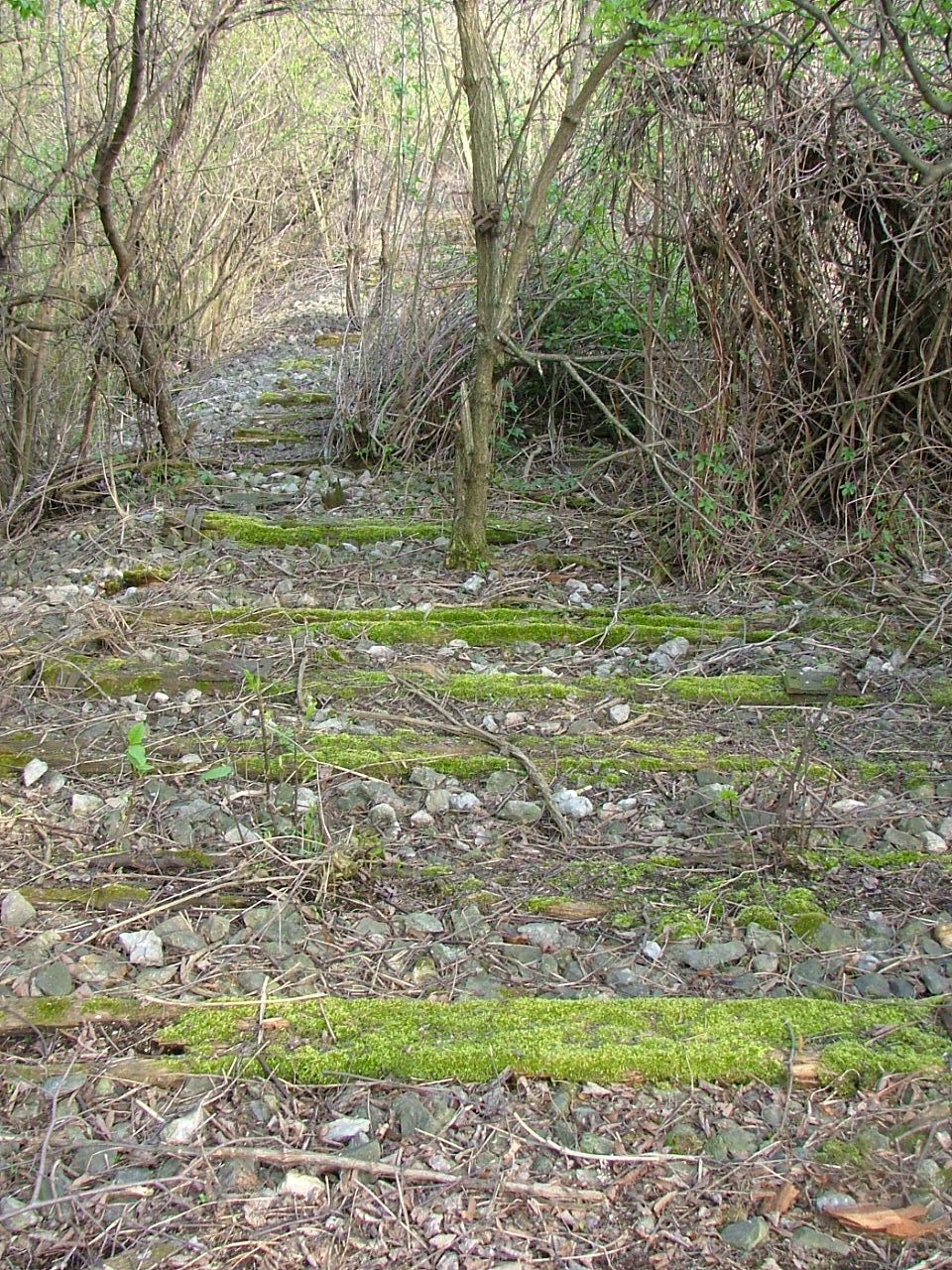
Resztki podkładów w pobliżu granicy (po słowackiej stronie)

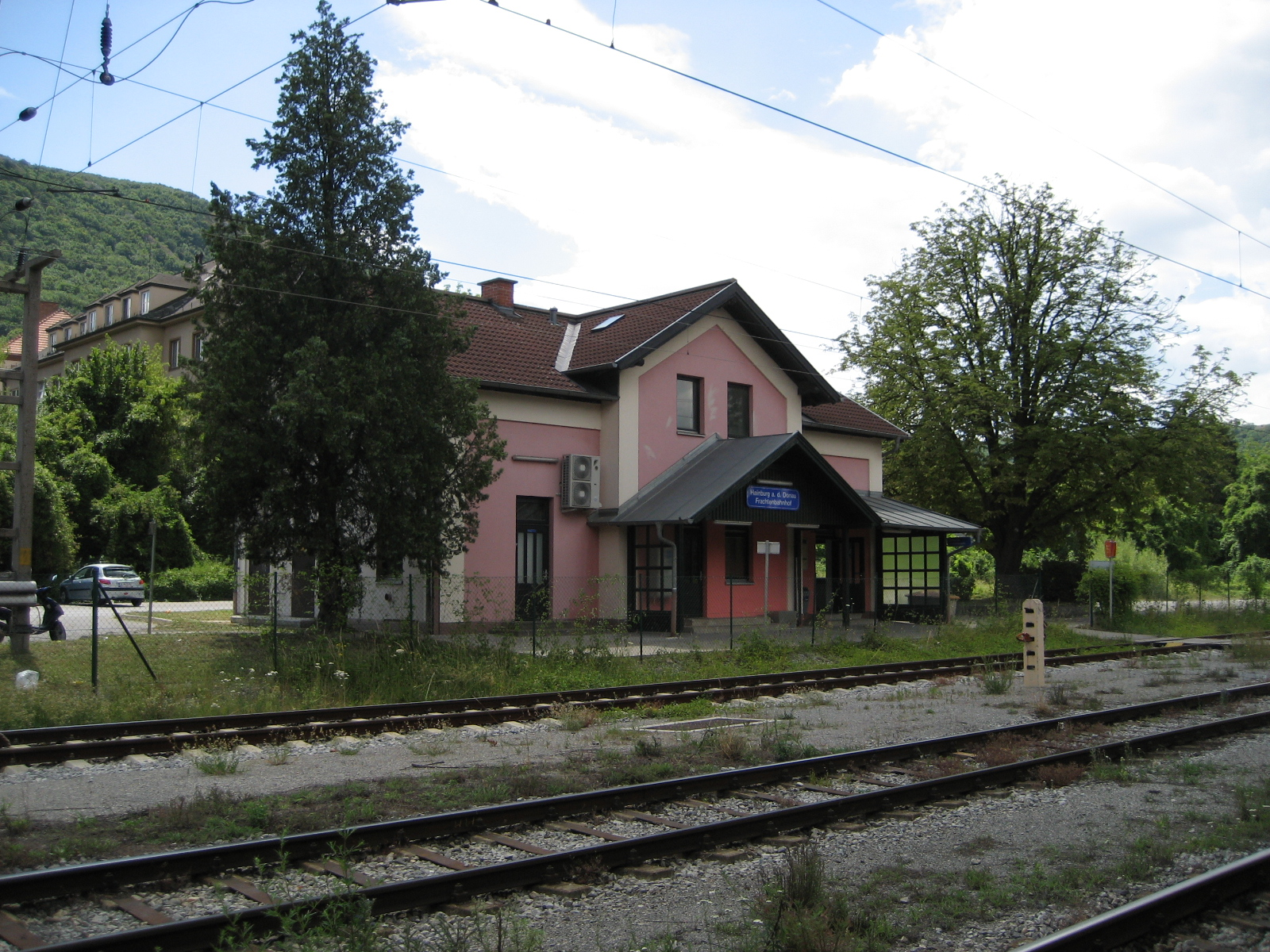
Stacja towarowa Hainburg-Frachtenbahnhof

Kolej podmiejska Bratysława-Wiedeń (niem. Pressburger Bahn, Localbahn Wien–Pressburg, słow. Električková trať Bratislava-Viedeň, Viedenská električka) – elektryczna kolej dojazdowa, uruchomiona w 1914, pomiędzy stolicą Cesarstwa Austrii, a ówczesnym węgierskim miastem Pozsony (niem. Pressburg, dzisiejszą Bratysławą). Łączyła w sobie elementy tramwaju i kolei.

## Początki
Na początku XX wieku Wiedeń przeżywał gwałtowny rozwój gospodarczy i demograficzny, konieczne stało się zatem zapewnienie dogodnego dojazdu do miasta dla pracowników, tymczasem na wschód od miejscowości Schwechat nie było odpowiedniej sieci transportowej. Powstał projekt połączenia z Pozsony, leżącym już w węgierskiej części państwa Habsburgów. W 1904 powstała spółka AG Elektrische Lokalbahn Wien – Landesgrenze nächst Hainburg, natomiast w 1909 po stronie węgierskiej Pozsony Országhatárszéli Helyiérdekű Villamos Vasút (POHÉV, niem. Elektrische Lokaleisenbahngesellschaft Pressburg - Landesgrenze). Zgodnie z umową przewozem miała kierować spółka austriacka (Węgrzy nie mieli większego interesu w wiązaniu swojego miasta z Wiedniem). Prace ruszyły w czerwcu 1911.
W 1913 otwarto odcinek pomiędzy Groß Schwechat a Fischamend-Reichsstraße, a w 1914 stopniowo kolejne: Groß Schwechat - Kittsee, Wien-Großmarkthalle – Groß Schwechat i wreszcie 15 listopada Kittsee – Pozsony. Na terenie Wiednia i Pozsony obowiązywały przepisy tramwajowe, na odcinku międzymiastowym - przepisy kolejowe.

## Przebieg trasy
Liczyła ona 69 kilometrów normalnotorowej (1435 mm) linii, podzielonej na 3 zasadnicze części:
- część miejska w Wiedniu zaczynała się przy dworcu Wien Hauptzollamt (obecnie dworzec Wien Mitte), a pierwszym przystankiem było Großmarkthalle. Do Groß Schwechat prowadziła trasa o długości 12,5 kilometra, zasilana prądem stałym 600 V, podobnie jak wiedeńska sieć tramwajowa i taki miała ona charakter. Jeździły tam pojazdy zbliżone wyglądem i parametrami do tramwajów, choć czasem zdarzały się lokomotywy ciągnące wagony. Odcinek wiedeński powstał specjalnie na potrzeby tej linii i nie krzyżował się z innymi wiedeńskimi liniami i była niemal na całym odcinku jednotorowa (z wyjątkiem fragmentu Großmarkthalle - Radetzkybrücke).
- odcinek międzymiejski o długości 50,5 kilometrów pomiędzy stacjami Groß Schwechat - Kittsee miał charakter typowej kolei zasilanej prądem zmiennym 16,5 kV 16 2/3 Hz. Transport odbywał się klasycznymi lokomotywami elektrycznymi z dołączonymi wagonami, tak więc pasażerowie podróżujący z Wiednia musieli się początkowo przesiadać[11]. Ta część podróży kończyła się na pierwszej stacji za granicą austriacko-węgierską - w Köpcsény (po niem. Kittsee - obecnie miejscowość ta znajduje się w austriackim Burgenlandzie, ale stacja znajdowała się na terenie dzisiejszej Słowacji)[12], gdzie pasażerowie po raz kolejny musieli się przesiąść, tym razem do składów miejskich z Pozsony[13].
- część miejska w Pozsony – podobnie jak wiedeńska miała charakter tramwajowy. Długość tego odcinka wynosiła 6,5 kilometra, zasilana prądem stałym 550V. Od stacji Köpcsény (Kittsee) prowadziła ona przez Pozsonyligetfalu (niem. Engerau, dzisiejszą Petržalkę) nad Dunaj, następnie wzdłuż ówczesnego Auparku (węg. Liget, dzisiejszy Sad Janka Kráľa) i przez Most Franciszka Józefa później Stary Most[14]) do centrum Pozsony. Stacją końcową według planów miał być Koronázási domb-tér (niem. Krönungshügelplatz, dzisiejsze Námestie Ľ. Štúra). Projekt ten uległ zmianie i ostatecznie w centrum Pozsony powstała wielka pętla prowadząca z Koronázási domb-tér przez Kossuth Lajos tér (niem. Kossuthplatz, dzisiejsze Hviezdoslavovo námestie) z powrotem na Most Franciszka Józefa. W niektórych miejscach kolej podmiejska korzystała z miejskiej sieci tramwajowej, która miała tutaj węższe tory (1000 mm), konieczne zatem były trzecie szyny.

## Losy połączenia po I wojnie światowej
Pressburger Bahn krótko mogło cieszyć się spokojnym okresem eksploatacji. 31 grudnia 1918 Stary Most został obsadzony przez wojsko czechosłowackie (a właściwie czeskie) i połączenie zostało przerwane (pociągi z Wiednia jeździły tylko do Köpcsény/Kittsee). Następnie od 27 kwietnia do 2 października 1919 austriackie pociągi kursowały jedynie do stacji Berg, gdyż na Węgrzech wybuchła wojna domowa. Po uspokojeniu sytuacji, 2 października ruszyło ponownie połączenie z Köpcsény (Kittsee) do Pozsony, przemianowanego już na Bratysławę. 21 maja 1920 uruchomiono odcinek Berg – Köpcsény (Kittsee) i cała przedwojenna linia była znowu używana. W międzyczasie stacja Köpcsény (Kittsee), należąca dotychczas do Węgier, znalazła się w granicach Czechosłowacji jako Kopčany (mimo że większa część miejscowości została przyłączona do Austrii pod nazwą Kittsee) i pasażerowie w tym właśnie miejscu przechodzili kontrolę paszportową i celną (na granicy austriacko-czechosłowackiej), a następnie przesiadali się do wagonów bratysławskich. Ówczesne połączenie było zatem dwuodcinkowe.
Po kilku miesiącach na granicznym odcinku Berg-Kopčany doszło do zmiany zasilania z dotychczasowych 15 kV (używanych przez austriackie koleje) na 550 V (używanego przez bratysławską sieć tramwajową). Od tego momentu pasażerowie nie musieli opuszczać wagonów: na stacji Berg (rozbudowanej i przemianowanej na Berg-Landesgrenze) przepinano lokomotywy, które przepychały wagony do stacji Kopčany, gdzie przejmowała je lokomotywa czechosłowacka. Analogicznie wyglądało to w drugą stronę - w Kopčanach przepinano lokomotywy na koniec wagonów, po czym te zostały przepchnięte do stacji Berg.
Dawny węgierski POHÉV został przemianowany na Elektrická lokálna železnica Bratislava – Zemská hranica (BKH). Po kilku latach został przejęty przez spółkę Bratislavská elektrická účastinárska spoločnosť (BEÚS, niem. Pressburger Straßenbahn A.G.), zarządzającą tramwajami w całej Bratysławie. Ponieważ miejska sieć miała tory o szerokości 1000 mm firma postanowiła zwęzić także odcinek z Bergu do centrum Bratysławy. W październiku 1935 zawieszono kursy kolei do granicy austriackiej i uruchomiono zastępczą komunikację autobusową, a w kwietniu 1936 jej miejsce zajęła standardowa linia tramwajowa. Wiązało się to z niedogodnością dla pasażerów, którzy w Bergu musieli wysiąść z wagonów i przejść pieszo przez granicę (około 200 metrów) do przystanku BEÚS, skąd ruszały tramwaje.
10 października 1938 oddziały niemieckie zajęły Petržalkę, a trzy dni wcześniej stanął tramwaj pod stacją w Bergu. Petržalkę (już pod nazwą Engerau) włączono w granice III Rzeszy. Wkrótce powstał plan przedłużenia połączenia w formie normalnej kolei z Bergu do Engerau, który zrealizowano w 1941. Nie przeprowadzono go jednak z powrotem do centrum Bratysławy. Od 1943 pociąg wyruszał z wiedeńskiego dworca Aspangbahnhof, przez Simmering i cmentarz centralny (Wiener Zentralfriedhof) w kierunku Schwechat i dalej stałą trasą aż do Engerau.
Ponieważ Wiedeń stał się celem nalotów alianckich w 1944 zawieszono ruch z Wiednia do stacji Groß Schwechat, a w wyniku bezpośrednich działań wojennych 3 kwietnia 1945 linię zamknięto całkowicie.

## Od 1945
W lipcu 1945 uruchomiono połączenia (na początek z lokomotywami parowymi) na niektórych krótszych odcinkach, a rok później elektryczną linię z Wiednia do Schwechat. Po odbudowie zniszczonego mostu pociągi mogły ruszyć dalej, do stacji Wolfsthal. Nie uruchomiono jedynie odcinka pomiędzy Wolfsthal a Berg, z powodu małego zainteresowanie potencjalnych pasażerów (stacja Berg-Landesgrenze znajdowała się stosunkowo daleko od centrum miejscowości i tuż przy granicy, która stała się wkrótce granicą dwóch wrogich bloków politycznych). Taki stan istnieje do dziś - połączenie z Wiednia (na trasie dawnej Pressburger Bahn od stacji Schwechat) do Wolfsthal funkcjonuje współcześnie jako część linii S7 szybkiej kolei wiedeńskiej (S-Bahn Wien)
Odcinek kolei podmiejskiej po stronie czechosłowackiej (obecnie słowackiej) od stacji Kopčany przez Petržalkę do centrum Bratysławy przestał istnieć, głównie z przyczyn politycznych. Zamknięto również inne połączenie - z Petržalki przez austriacką stację Kittsee do miejscowości Parndorf – uruchomiono je ponownie dopiero w latach 90. XX wieku i obecnie jest to główne połączenie z południowych dzielnic Bratysławy do Wiednia.
Pojawiały się plany rekonstrukcji dawnej kolei podmiejskiej, która wiązałaby się z odbudową odcinka z Wolfsthal do Bergu po stronie austriackiej oraz odcinka od dawnej stacji Kopčany do dworca na Petržalce, ale nie wyszły one poza początkowe stadium.

## Lokomotywy

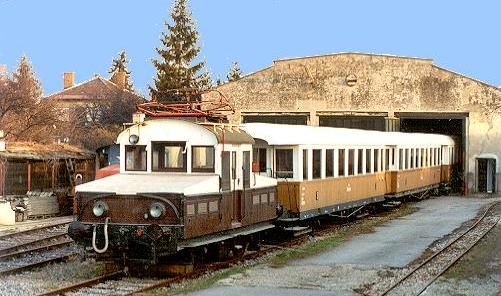
LWP Eg 1–4 w Muzeum Kolei w Schwechat

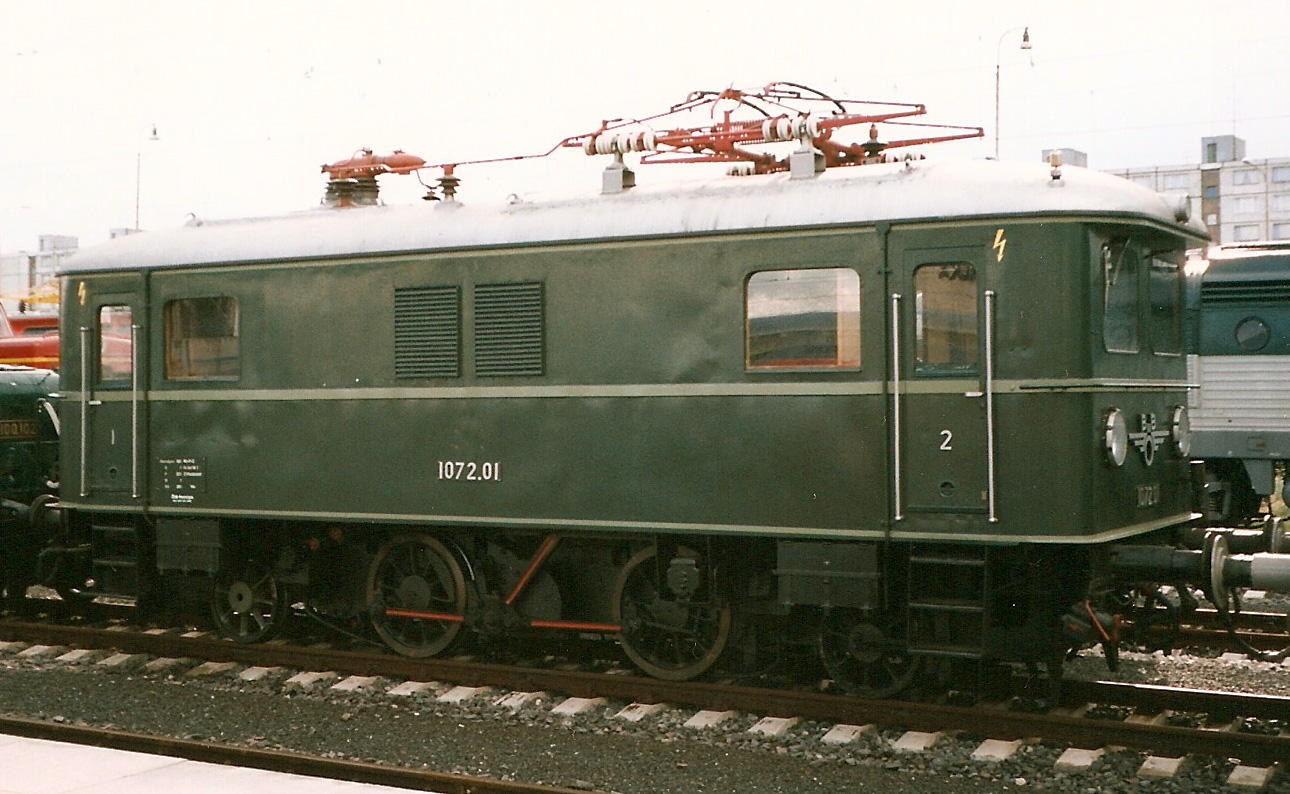
Lokomotywa Ewp, częściowo przebudowana w latach 50. XX wieku

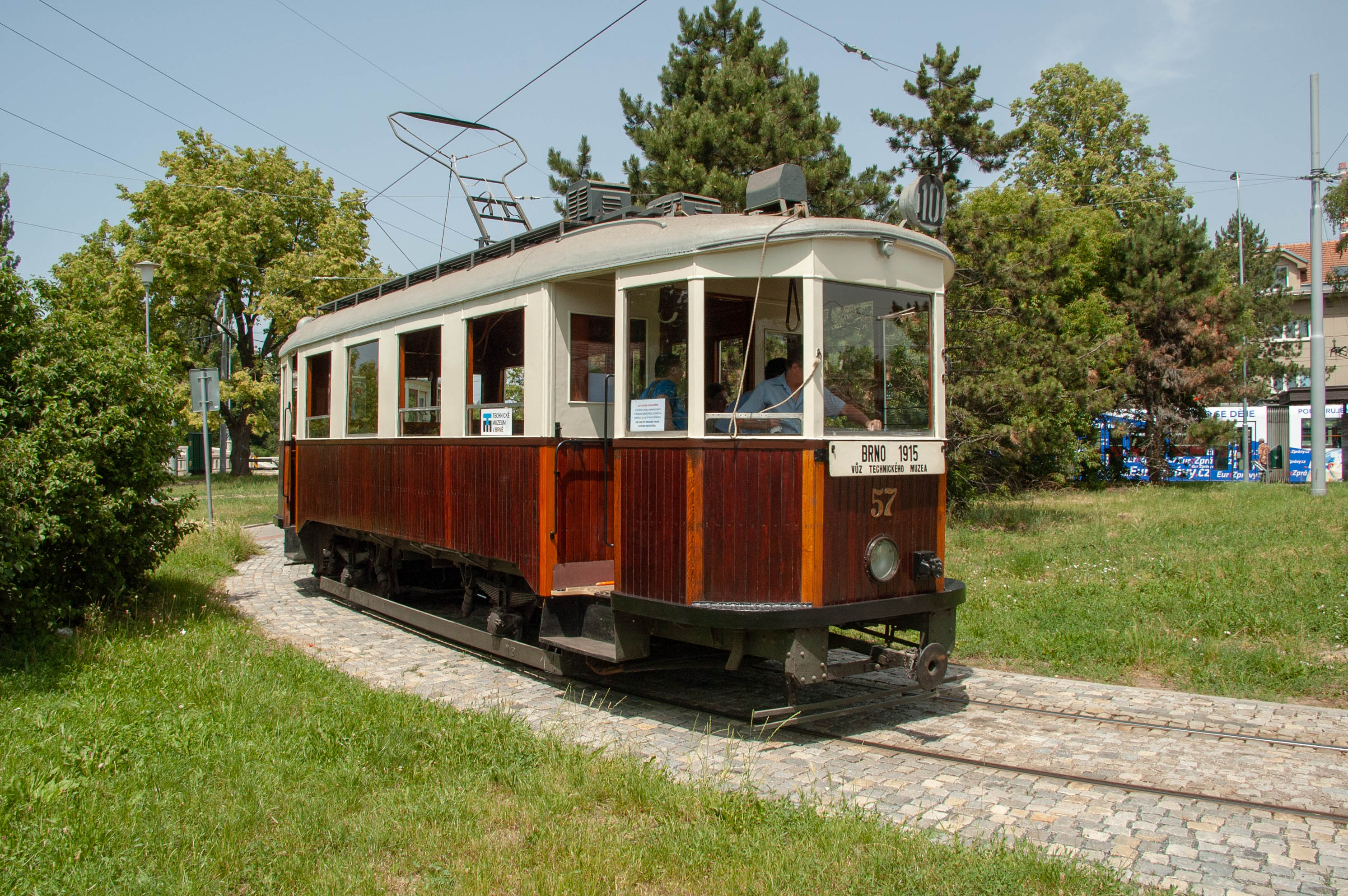
Tramwaj Cmg

- LWP Ewp 1–8 – elektryczna lokomotywa napędzana prądem zmiennym, do przewozów osobowych[17],
- LWP Ewl 1–3 – elektryczna lokomotywa napędzana prądem zmiennym, do przewozów towarowych ,
- LWP Cmg 1600–1609 (w Wiedniu)[18] i LWP Cmg 1610–1613 (w Bratysławie) – elektryczne wagony silnikowe, typu tramwajowego, napędzane prądem stałym,
- LWP Eg 1–4, LWP Eg 7–8 (w Wiedniu) i LWP Eg 5–6 (w Bratysławie) – elektryczne lokomotywy typu tramwajowego do przewozów miejskich, napędzane prądem zmiennym[19]. Do czasów dzisiejszych zachowały się dwie lokomotywy Eg 6 – jedna jest w muzeum w Mariazell, drugą w październiku 2011 od Austriaków kupiło miasto Bratysława, ratując ją przed zezłomowaniem[20],
- Wöllersdorf I–IV (BBÖ 1479) – elektryczna lokomotywa używana w Wiedniu, napędzana prądem stałym.